# یک زن عرب حرف می‌زند
یک زن عرب حرف می‌زند نمایشی مونولوگ مربوط به فداییان (۱۹۷۲) اثر داریو فو و فرانکا رامه است. در سال ۱۹۷۲ فرانکا رامه جهت تهیه نمایشی در خصوص مقاومت فلسطین که «فداییان» نامیده شد، به لبنان سفر می‌کند تا ملاقات و گفتگوهایی با فلسطینیانی که در اردوگاه‌های پناه‌جویان هستند داشته باشد. زمانی که به میلان بازمی‌گردد نواری از زنی عرب به دستش می‌رسد. زن داستان زندگی اش را روایت می‌کند. او برای فرار از کار دشوار کشاورزی و همچنین عشق سبک سرانهٔ دوران نوجوانی ازدواج می‌کند. اما نمی‌تواند با سنت مرد سالار کنار بیاید پس از خانه فرار کرده و به احزاب انقلابی و جنبش چریکی عرب و فلسطینی می‌پیوندد. او شرح می‌دهد که چگونه افراد عالی‌رتبه را ترور کرده‌است.

## ترجمه به فارسی
این کتاب در سال ۱۳۹۶ توسط نشر الکترونیکی منجنیق، با ترجمه الیاس قنواتی و فرزانه قنواتی به صورت کتاب الکترونیکی منتشر شد.